# Art Garfunkel
Arthur Ira Garfunkel, conocido como Art Garfunkel (Nueva York, 5 de noviembre de 1941) es un cantante, músico y actor estadounidense, famoso por formar parte del dúo de folk Simon and Garfunkel.
Fue considerado como el #47 mejor cantante de todos los tiempos según la revista Rolling Stone

## Vida y obra

### Primeros años
Arthur Garfunkel nació en Forest Hills, un barrio de Queens (Nueva York).
Es de ascendencia judía de Rumanía.
Conoció a Paul Simon en sexto año de secundaria.
Entre los años 1956 y 1962 tocaban juntos música con el sobrenombre de Tom & Jerry.
Garfunkel se hacía llamar Tom Graph.
Se matriculó en la Universidad de Columbia a principios de los sesenta, allí tocó con los Kingsmen, un grupo a capela en el que todos eran hombres.
Durante su estancia en la universidad, también fue miembro de la Alpha Epsilon Pi, la única fraternidad judía en Estados Unidos y Canadá.
En 1962 se sacó el Bachillerato de Artes licenciándose en Historia del Arte.

### Etapa Simon & Garfunkel
En 1963 volvió a unirse al dúo con Paul Simon, aunque ahora ya bajo sus nombres reales, Simon y Garfunkel.
En octubre de 1964 publican Wednesday Morning, 3 AM, su primer álbum gracias a Columbia Records.
El álbum no tuvo buena acogida, y el dúo se separó.
Al año siguiente el productor Tom Wilson añadió sonidos eléctricos a la canción The Sound of Silence (ya que la original solo contaba con la guitarra y las voces del dúo), llevándola al n.º 1 de las listas norteamericanas. Se volvieron a juntar, y en los años sucesivos grabaron cinco discos más, logrando ser reconocidos como uno de los grupos más populares de los años sesenta.
El dúo publicó en 1970 el álbum más elogiado de su carrera, Bridge Over Troubled Waters; sin embargo, se volvió a separar debido a los diferentes intereses entre ambos y las ganas de emprender cada uno carrera en solitario.

### Etapa en solitario
En los años setenta, Garfunkel publicó algunos álbumes como solista, y, aunque no cosechó el mismo éxito que había alcanzado con el dúo, todavía generó algunos éxitos como I Only Have Eyes For You y Bright Eyes (ambos n.º 1 en las listas británicas) o All I Know, que alcanzó el noveno puesto en Estados Unidos.
Garfunkel trabajó como actor en películas de gran éxito como Trampa 22 y Conocimiento carnal.
También hizo el papel protagonista de la película Contratiempo (1979), un thriller policial donde encarma a un psicoanalista y profesor universitario estadounidense en Viena, con el acompañamiento de Theresa Russell, Harvey Keitel y Denholm Elliott. Dirigió el film Nicolas Roeg.
En música, tras el fracaso de su disco Scissors Cut (1981, con algunas canciones de Jimmy Webb), Garfunkel se reunió con Paul Simon para el prestigioso concierto en el Central Park de Nueva York.
En esos tiempos retornó a la docencia, dando clases de matemáticas en diferentes universidades del área neoyorquina (Pace University) y en Nueva Jersey (NJCU), trabajo que le permitió sustentarse mientras proyectaba sus nuevos trabajos con Paul Simon.
Después de aquello, estuvieron trabajando en un nuevo álbum, pero Garfunkel dejó el proyecto, argumentando que no estaba de acuerdo con las letras de Simon. Este al final lo editó sin su voz con el título "Hearts and Bones" en 1984.
Garfunkel dejó la música durante varios años, pero en 1988 volvió a grabar un nuevo álbum, Lefty.
Ningún álbum que publicó en su etapa como solista obtuvo grandes éxitos, y fue por ello que no volvió a publicar ninguno hasta 1993, con Up 'til Now.
Es posible que su mayor éxito fuera Across America, una grabación en directo de 1996 en Ellis Island.
En aquel concierto actuaban como invitados artistas como James Taylor, y también destacó la presencia de Kim y James (esposa e hijo de Garfunkel, respectivamente).
En el 2003 publicó el álbum Everything Waits to Be Noticed, en el que se estrenó como compositor.
En el disco, Garfunkel trabaja junto con los compositores Maia Sharp, y Buddy Mondlock.
Ese mismo año realiza una gira junto con Paul por EE. UU., y en el 2004 por todo el mundo.
En 2006 comienza una gira en la que incluye un par de conciertos en España (Madrid y Pamplona) y la finaliza con un gran concierto en Hong Kong.
El 30 de enero de 2007 publica un nuevo álbum, Some Enchanted Evening, y de nuevo comienza una gira, la cual finalizó en noviembre de 2007.
El 23 de mayo de 2007 se celebró la ceremonia de entrega de premio a su compañero y amigo, Paul Simon, por su gran contribución a la música.
En este acto, participó Art Garfunkel interpretando, junto al premiado, Bridge Over Troubled Water y Cecilia, dos clásicos de este dúo.
En el año 2010 se le diagnosticó una parálisis vocal que le mantendría alejado del escenario, con una recuperación lenta por lo que retorna a los escenarios a principios de 2012.
Tuvo una presentación el 7 de febrero de 2012 en Atlanta, sobre el mes de octubre se presentó en el evento Saturday Night Live at The Paladium.
En 2013 en el programa CBS this morning, Art presentó una retrospectiva reflexiva sobre la vida de un par de minutos la cual se tituló Art Garfunkel writes a note to his younger self.
El 25 de abril de 2015 realizó una presentación en el Niagara Fallsview Casino.

## Discografía
- Angel Clare (1973) (Columbia)
- Breakaway (1975) (Columbia)
- Watermark (1977) (Columbia)
- Fate for Breakfast (1979) (Columbia)
- Scissors Cut (1981) (Columbia)
- The Art Garfunkel álbum (1984) (Columbia) (Recopilatorio)[17]
- The Animals Christmas Album (1986)(Con Amy Grant) (Columbia)
- Lefty (1988) (Columbia)
- Garfunkel (1989) (Columbia) (Recopilatorio)
- Up 'til Now (1993) (Columbia) (Recopilatorio con temas inéditos)
- Across America (live) (1997) (Directo)
- Songs from a Parent to a Child (Sony Wonder Entertainment) (1997)
- Everything Waits to Be Noticed (2003)(Manhattan) (Con Maia Sharp y Buddy Mondlock)
- Some Enchanted Evening (2007)
- The Singer (2012) (Sony) (Doble) (Recopilatorio, incluye temas en solitario y como Simon & Garfunkel)

## Carrera cinematográfica
- Trampa-22 (1970)
- Conocimiento Carnal (1971)
- Bad Timing (1980)
- Good to Go (1986)
- Boxing Helena (1993)
- The Rebound (2010)

## Vida privada
Garfunkel se casó con Linda Marie Grossman (1944), una arquitecta, en Nashville el 1 de octubre de 1972, y se divorciaron en 1975. Él ha afirmado que el matrimonio era turbulento y terminó amargamente. Garfunkel no ha hablado con ella desde entonces y una vez dijo, no sólo que nunca la amó, sino que ni siquiera le gustaba mucho durante su corto matrimonio.
También estuvo románticamente involucrado con la actriz y fotógrafa Laurie Bird desde marzo de 1974 hasta su suicidio en 1979, debido a una sobredosis de drogas. El cantante quedó devastado y se sintió culpable durante muchos años. En una entrevista de 1986, Garfunkel dijo: "Me preguntaba constantemente por qué no me había casado con ella, porque sin duda la quería... Ella tenía todo lo que yo buscaba en una mujer, pero estaba muy herido por mi primer matrimonio, así que la idea misma de casarme con Laurie me asustaba muchísimo. Tenía el corazón roto y estaba deprimido, me ponía muy triste cuando el sol se ponía, las noches me resultaban inmensamente solitarias".
Garfunkel tuvo una breve relación con la actriz Penny Marshall a mediados de los años ochenta y le atribuye haberle ayudado a través de su depresión. Su amistad se mantuvo fuerte incluso después de que su relación romántica terminó. Garfunkel diría más tarde de Marshall: "Todo ha cambiado, Penny es un ser humano dulce que puede traer a cualquiera a la tierra, tuvimos muchas risas, gran sexo y un montón de noches de fiesta".
A finales de 1985, Garfunkel conoció a la ex modelo Kathryn (Kim) Cermak (1958) mientras rodaba Good To Go. Se casaron el 18 de septiembre de 1988, y tienen dos hijos, James, nacido el 15 de diciembre de 1990, y Beau Daniel, nacido el 5 de octubre de 2005, a través de una madre de alquiler.
Garfunkel ha emprendido varios largos paseos en su vida, escribiendo poesía en el camino. A principios de los 80, caminó por Japón durante semanas. De 1983 a 1997, Garfunkel caminó a través de los Estados Unidos, tomando 40 excursiones para completar la ruta de New York City a la costa pacífica de Washington. En mayo de 1998, Garfunkel comenzó una caminata incrementada por Europa, cuya última parada fue Estambul, en 2015.
A pesar de ser un nativo de Nueva York, Garfunkel es un fan de Philadelphia Phillies de toda la vida, habiendo escrito en su página web: "Nunca seguí a la multitud, así que como chico de Queens, no quería ser un fanático de Dodger, Yankee o Giant. Un día, cuando tenía 8 años, fui al campo de Ebbets y vi a los Phillies con sus rayas rojas, Robin Roberts, Pudinhead Jones ... De alguna manera esto fue para mí, el resto es lealtad.
Su canción favorita de todos los tiempos es The Beatles "Here, There and Everywhere" y su álbum favorito de todos los tiempos es Rumours de Fleetwood Mac. Cuando se le preguntó acerca de sus preferencias musicales, él respondió: "Tengo un sentido muy seguro de lo que me gusta, y exactamente cuánto me gusta. Dame dos escuchas de una canción, y puedo decirte exactamente cómo se sienta con Yo... conozco mis gustos musicales, conozco mis oídos, sé a qué respondo".
Garfunkel ha sido arrestado dos veces por posesión de cannabis: una vez a principios de 2004 y de nuevo en agosto de 2005.